# Regna
Regna ist der Plural von lateinisch regnum (Herrschaft, Herrschaftsbereich, -zeit). Der Begriff beschreibt in karolingischen Zusammenhängen die Herrschaftsbereiche der entscheidenden Familien der adeligen Führungsschicht, der so genannten Großen, die nur zufällig etwas mit dem „Stamm“ des Herzogtums, also mit Alemannen, Bayern, Sachsen usw. zu tun zu haben mussten.

## Hintergrund
Im Karolingerreich wurde die Königsherrschaft strukturiert durch die Delegation militärischer und administrativer Kommandogewalt in den verschiedenen Gebieten des Reichs. Der Zuschnitt dieser Gebiete erfolgte im Sinne der Bedürfnisse der Königsherrschaft und nicht der lokalen ethnischen Gegebenheiten, so dass er nur zufällig einem Stammesgebiet entsprach. An ihrer Spitze konnte ein Karolinger oder ein dux (Herzog) stehen. Bei der Nachfolge erhielten die Herrschersöhne seit Ludwig dem Frommen jeweils mehrere regna, die zusammen ein regnum bildeten.
Als zu Beginn des 10. Jahrhunderts Herzöge an die Spitze der regna aufstiegen, führten sie nicht vor allem einen Stamm, um dessen Interessen zu vertreten, sondern sie handelten im politisch-sozialen Strukturfeld der Königsherrschaft. Dabei ging es immer auch um die Stärkung der eigenen Machtpositionen im Wettbewerb der Herzogsfamilien.
Nach Joachim Ehlers hatte erst die Dauerhaftigkeit der politischen Organisation im Zusammenspiel der Herzogtümer im Frankenreich „ethnogenetische Konsequenzen“. Sie schlugen sich allmählich im Entstehen der Franzosen und Deutschen als verschiedene Völker nieder.

## Verkehrssprache im Ostfrankenreich
Für das ostfränkische Reich und das ihm folgende Heilige Römische Reich hieß das, dass es lange brauchte, bis sich über die verschiedenen regna hinaus eine überregionale Verkehrssprache östlich des Rheins, nämlich das Deutsche als gemeinsame Sprache ausbildete. „Wenn ein Sachse sich mit einem Alemannen unterhalten wollte und kein Latein sprechen konnte, musste er sich noch lange Zeit des Westfränkischen bedienen, der lingua franca [Verkehrssprache] West- und Mitteleuropas, aus dem dann später das Französische entstand.“
Für Sachsen als Machtbasis der Liudolfinger galt zusätzlich, dass es „das barbarischste, das am wenigsten zivilisierte, der mittelmeerischen Kultur entfernteste und auf fremde Hilfe in höchstem Maße angewiesene Gebiet“ war. So war das Altsächsische der in den anderen regna unverständlichste Dialekt.
Zusätzlich wurde der Verkehr zwischen den einzelnen regna dadurch erschwert, dass sie in ihrer Verfassung, Sozialstruktur und ihrem Recht voneinander abwichen.